# 亞洲蹲
亞洲蹲（英語：Asian Squat）亦稱中國蹲，是一種腳掌貼地，膝蓋彎曲臀部貼近腳踝向下蹲的動作。
互联网上传言大多數的歐美人做不到這個動作，研究认为能否做亞洲蹲與腳踝的生長和体态有很大的關聯，事实上大多数人在婴幼儿阶段都可以完成这一姿势，但由于生活习惯差异很多人丧失了这一能力。因此也不是所有亞洲人都做得到，多数人只要經過一段時間訓練，還是可以完成亞洲蹲的動作，在中國，特定的生活方式和文化背景讓中國蹲得以廣泛保留。

## 兴起
2002年，丹尼尔·夏导演了一部短片“如何亚洲蹲”。2015年10月，BuzzFeed发布了一篇文章“你会亚洲蹲吗？”
2018年4月，信誓蛋蛋在其Youtube频道发布了一个“欧美人亚洲蹲”的短片，截至2019年2月，该影片已经有二百五十万的观看次数。

## 科学解释
南京市第一医院骨科医生蒋逸秋认为，下蹲动作中需要用到腰、髋、膝、踝四个关节和竖脊肌、臀大肌、股四头肌、腘肌、小腿三头肌五块肌肉，其中任何一个关节或任何一块肌肉出现病理性改变，都会导致不能完成“亚洲蹲”。
斯坦福大学骨盆研究诊所的研究表明，“亚洲蹲”是最佳的如厕姿势。

## 相关事件
鲍比·爱德华兹的母亲的长期受便秘困扰，医生建议其改用下蹲的如厕方式，鲍比为辅助母亲下蹲发明了蹲便凳，至今盈利已经超过3000万美元，在亚马逊上有七千条以上的五星好评。
2018年3月16日，新加坡总理李显龙的“蹲着拍照”的照片登上了大西洋的封面，文章题为“为什么不是所有人都能亚洲蹲？”。